# Bệnh da xanh
Bệnh da xanh là một chứng bệnh bắt gặp ở dòng họ nhà Fugate, một gia đình sống ở bang Kentucky, Hoa Kỳ. Người mang gen bệnh sẽ mắc bệnh tăng methemoglobin huyết, khiến da màu xanh lam.